# Берт Шнайдер
Берт Шнайдер (англ. Bert Schneider; 1 липня 1897 — 20 лютого 1986) — американський боксер, олімпійський чемпіон 1920 року. 

## Аматорська кар'єра
Олімпійські ігри 1920
- 1/8 фіналу. Переміг Джозефа Томаса (Південно-Африканська Республіка)
- 1/4 фіналу. Переміг Ааге Стіна (Норвегія)
- 1/2 фіналу. Переміг Фредеріка Колдберга (США)
- Фінал. Переміг Александра Айрленда (Велика Британія)